# عسم

تعديل مصدري - تعديل

عسم هي إحدى حارات حي الظهار بمدينة إب اليمنية، بلغ تعداد سكانها 826 نسمة حسب تعداد اليمن لعام 2004.